# Edward Lorenz
A nu se confunda cu Eduard Lorenz!
Edward Norton Lorenz (n. 23 mai 1917 – d. 16 aprilie 2008) a fost un matematician și meteorolog american.
Este cunoscut în special pentru lucrările sale de pionierat în domeniul teoriei haosului, pe care a formulat-o în 1960.  De asemenea, a introdus și termenul de Efectul fluturelui.

## Biografie
Cercetările sale și-au găsit largi aplicații în domeniul meteorologiei teoretice.
Astfel, a elaborat un model matematic care să descrie mișcarea aerului atmosferic.
A primit numeroase distincții și medalii, printre care: Medalia Carl-Gustaf Rossby din partea Societății Meteorologice Americane în 1969, Medalia Elliott Cresson din partea Institutului Franklin în 1989 și Medalia de Aur Lomonosov în 2004.
1. 1 2  MacTutor History of Mathematics archive, accesat în 22 august 2017
2. 1 2  Edward Lorenz, Encyclopædia Britannica Online, accesat în 9 octombrie 2017
3. 1 2 3 4 5 6 7  Edward Norton Lorenz, 1917-2008 (PDF)
4. ↑  „Edward Lorenz”, Gemeinsame Normdatei, accesat în 27 aprilie 2014
5. ↑  Edward Lorenz, Brockhaus Enzyklopädie
6. ↑   http://web.mit.edu/newsoffice/2008/obit-lorenz-0416.html Lipsește sau este vid: |title= (ajutor)
7. ↑  Edward N. Lorenz, Autoritatea BnF
8. 1 2 3 4 5 6 7 8 9 10 11 12 13 14  MacTutor History of Mathematics archive
9. ↑  Find a Grave
10. ↑  List of Royal Society Fellows 1660-2007 (PDF), p. 222